# Torres do Mondego
Torres do Mondego est une paroisse civile portugaise (en portugais : freguesia) de la municipalité de Coimbra dans le district du même nom.

## Géographie
Torres do Mondego est située à l'est de Coimbra, sur les rives du Mondego.
La paroisse est composée de plusieurs villages et hameaux, parmi lesquels Torres do Mondego, Casal da Misarela, Casal do Lobo, Cova do Ouro, Dianteiro, Picoto et Vale de Canas en rive droite ainsi que Carvalhosas, Palheiros et Zorro en rive gauche.

## Démographie
Lors du recensement de 2021, Torres do Mondego compte 2 034 habitants.